# Bonomo (famiglia)

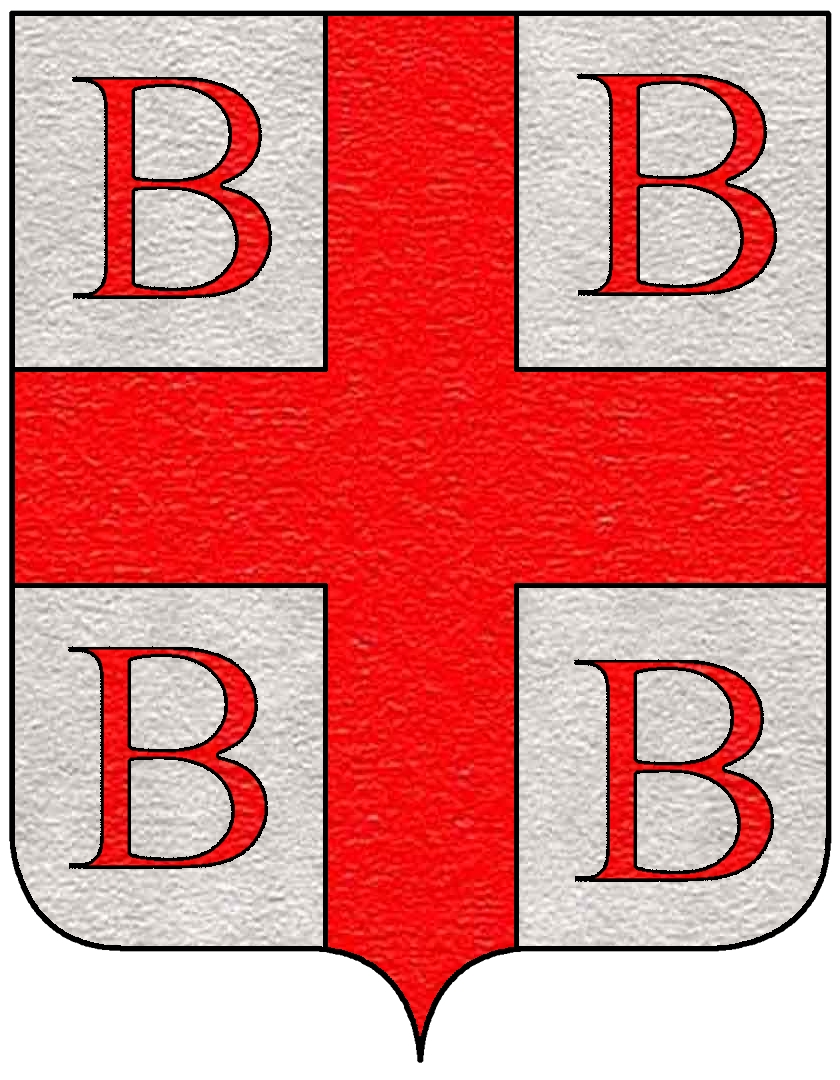
Stemma Bonomo

I Bonomo furono una nobile famiglia triestina, di cui si hanno notizie dal XII secolo. Un ramo, nel periodo compreso tra il sacco di Costantinopoli e la fine dell'Impero Latino d'Oriente, si stabilì a Venezia e fu cooptato nel patriziato nel 1304.

## Storia
Il De Jenner afferma che i Bonomo furono ammessi alla Scuola di Santa Maria in San Francesco, la confraternita che raggruppava le famiglie dell'aristocrazia municipale triestina. I suoi membri ricoprirono più volte il ruolo di Giudice Rettore della città, uno dei maggiori incarichi amministrativi.
Da Francesco Bonomo († 1413) nacquero Giovanni (1354-1428), Rizzardo (1370-1463), Bonomo (1380-1457), Pietro (1387-1453) e Daniele (1398-1459); da questi si svilupparono i cinque rami che formavano la casata.
La famiglia si divise nel periodo che vide due fazioni contendersi il dominio su Trieste, da un lato i filo-austriaci, dall'altro gli autonomisti e filo-veneziani. Giovanni Antonio Bonomo, figlio del Pietro, fu comandante delle milizie civiche, schierate con l'Austria, mentre i figli di Bonomo, Antonio e Cristoforo Bonomo, rispettivamente Vicedomino e Giudice Rettore della Città, furono loro oppositori. Antonio e Cristoforo furono tra i fautori della rivolta che il 15 agosto 1468 portò alla cacciata del Lüger e alla liberazione dei prigionieri da lui catturati all'inizio dell'anno.
Nei tumulti che seguirono, Giovanni Antonio Bonomo, comandante delle milizie urbane e padre del futuro vescovo Pietro, fu linciato dal popolo al grido di Viva casa de Hosterlic. Nonostante sembrasse prevalere la fazione ostile all'Impero e filo-veneziana, Cristoforo Bonomo, dopo aver proposto d'inviare una delegazione alla Signoria per consegnare le chiavi di Trieste, fu condannato a morte dal consiglio cittadino. Riuscì a cavarsela con altri suoi sostenitori, rifugiandosi a Capodistria.

## Membri illustri
- Cristoforo Bonomo, uno dei capi della ribellione antiaustriaca del 1468;
- Battistino Bonomo, ostile ai barbari e ai teutonici, che contribuì all'unione a Venezia (1508);
- Pietro Bonomo (1458-1546), vescovo di Trieste, collaboratore degli imperatori d'Austria.
- Marilena Bonomo (1928-2014), gallerista  e critica d'arte
- Gabriele Bonomo (1694-1760)